# Gouverneurswahlen in Japan 2011
Im Jahr 2011 fanden in Japan zwischen Januar und November 20 Gouverneurswahlen statt.
Anmerkung: Die meisten Kandidaten treten als Parteilose bei Gouverneurswahlen an; daher sind in den Wahlergebnissen die Parteizugehörigkeiten nicht separat genannt und nur die von den Parteien ausgesprochenen Empfehlungen und formalen Unterstützungen aufgeführt.

## 30. Januar 2011: Yamanashi
Bei der Gouverneurswahl in der Präfektur Yamanashi bewarb sich Amtsinhaber Shōmei Yokouchi mit Unterstützung der großen Parteien für eine zweite Amtszeit. Einzige Gegenkandidatin war die KPJ-gestützte Reiko Ōkubo. Bei stark gesunkener Wahlbeteiligung von 42,29 % (2007: 66,23 %) konnte sich Yokouchi klar durchsetzen.
| Kandidat        | Unterstützerparteien | Unterstützerparteien | Unterstützerparteien | Unterstützerparteien | Stimmen | Anteil   |
| --------------- | -------------------- | -------------------- | -------------------- | -------------------- | ------- | -------- |
| Shōmei Yokouchi |                      |                      |                      | DP, LDP, Kōmeitō     | 240.058 | 82,96 %  |
| Reiko Ōkubo     |                      |                      |                      | KPJ                  | 49.294  | 17,04 %  |
| Summe           |                      |                      |                      |                      | 289.352 | 100,00 % |

## 6. Februar 2011: Aichi
Die Gouverneurswahl in der Präfektur Aichi war Teil einer auch landesweit beachteten „dreifachen Abstimmung“ (triple tōhyō) in der Stadt Nagoya: Auf Initiative von Nagoyas Bürgermeister Takashi Kawamura fanden am gleichen Tag vorzeitige Bürgermeisterwahlen und eine Recallabstimmung für den Stadtrat statt. Bei der Gouverneurswahl unterstützten Kawamura und seine Regionalpartei Genzei Nippon die Kandidatur des ehemaligen LDP-Abgeordneten Hideaki Ōmura, der sich gegen seine Partei gestellt hatte. Vier weitere Kandidaten bewarben sich um das Gouverneursamt, Amtsinhaber Masaaki Kanda hatte sich nach drei Amtszeiten zurückgezogen.
Ōmura, der sich im Wahlkampf insbesondere für eine dauerhafte Senkung der Präfektursteuern ausgesprochen hatte, erhielt fast die Hälfte der abgegebenen Stimmen und konnte die Kandidaten der beiden großen Parteien klar distanzieren. Die Wahlbeteiligung lag bei 52,52 %.
| Kandidat           | Unterstützerparteien | Unterstützerparteien | Unterstützerparteien | Unterstützerparteien   | Stimmen   | Anteil   |
| ------------------ | -------------------- | -------------------- | -------------------- | ---------------------- | --------- | -------- |
| Hideaki Ōmura      |                      |                      |                      | Kōmeitō, Genzei Nippon | 1.502.571 | 49,23 %  |
| Kazuhiko Shigetoku |                      |                      |                      | LDP                    | 546.610   | 17,91 %  |
| Shin’ichirō Misono |                      |                      |                      | DP, SDP, NVP           | 487.896   | 15,98 %  |
| Michiyo Yakushiji  |                      |                      |                      | Minna                  | 324.222   | 10,62 %  |
| Toshihiko Doi      |                      |                      |                      | KPJ                    | 141.320   | 4,63 %   |
| Summe              |                      |                      |                      |                        | 3.002.619 | 100,00 % |

## 10. April 2011: Einheitliche Regionalwahlen
Hauptartikel: Einheitliche Regionalwahlen in Japan 2011
In der ersten Phase der einheitlichen Regionalwahlen wurden 2011 die Gouverneure von Hokkaidō, Tokio, Kanagawa, Fukui, Mie, Nara, Tottori, Shimane, Tokushima, Fukuoka, Saga und Ōita neu gewählt. In neun Präfekturen standen Amtsinhaber zur Wiederwahl, alle wurden für weitere vier Jahre bestätigt.
| Präfektur | Wahlsieger (Anzahl bei Wiederwahlen) | Unterstützerparteien | Unterstützerparteien | Unterstützerparteien | Unterstützerparteien | Unterstützerparteien                                         |
| --------- | ------------------------------------ | -------------------- | -------------------- | -------------------- | -------------------- | ------------------------------------------------------------ |
| Hokkaidō  | Harumi Takahashi (3)                 |                      |                      |                      |                      | LDP, Kōmeitō                                                 |
| Tokio     | Shintarō Ishihara (4)                |                      |                      |                      |                      | – (inoffiziell/teilweise: LDP, Kōmeitō)                      |
| Kanagawa  | Yūji Kuroiwa                         |                      |                      |                      |                      | Kōmeitō (inoffiziell/teilweise: DP, LDP)                     |
| Fukui     | Issei Nishikawa (3)                  |                      |                      |                      |                      | LDP, Kōmeitō                                                 |
| Mie       | Eikei Suzuki                         |                      |                      |                      |                      | LDP, Kōmeitō, Minna                                          |
| Nara      | Shōgo Arai (2)                       |                      |                      |                      |                      | – (ehemals LDP-Kōmeitō-gestützt)                             |
| Tokushima | Kamon Iizumi (3)                     |                      |                      |                      |                      | – (ehemals LDP-Kōmeitō-gestützt)                             |
| Tottori   | Shinji Hirai (2)                     |                      |                      |                      |                      | – (ehemals LDP-Kōmeitō-gestützt)                             |
| Shimane   | Zembē Mizoguchi (2)                  |                      |                      |                      |                      | LDP, Kōmeitō                                                 |
| Ōita      | Katsusada Hirose (3)                 |                      |                      |                      |                      | Kōmeitō, SDP (inoffiziell/teilweise: DP, LDP)                |
| Fukuoka   | Hiroshi Ogawa                        |                      |                      |                      |                      | Kōmeitō, SDP, NVP, Nōseiren (inoffiziell/teilweise: DP, LDP) |
| Saga      | Yasushi Furukawa (3)                 |                      |                      |                      |                      | LDP, Kōmeitō                                                 |

## 5. Juni 2011: Aomori
Gouverneur Shingo Mimura bewarb sich bei der Wahl in der Präfektur Aomori für eine dritte Amtszeit. LDP und Kōmeitō unterstützten seine Wiederwahl. Der ehemalige Demokratische Präfekturparlamentsabgeordnete Takashi Yamauchi und der Kommunist Yō Yoshimata kandidierten gegen Mimura. Ein auch national beachtetes Thema des Wahlkampfs war die Atomkraft – in Aomori stehen mehrere Nuklearanlagen, darunter die Wiederaufbereitungsanlage Rokkasho; Yamauchi forderte im Wahlkampf einen Baustopp für weitere Nuklearanlagen in Aomori, Yoshimata einen Ausstieg aus der Atomkraft.
Bei Wahlbeteiligung von 41,5 % wurde Gouverneur Mimura mit rund 75 Prozent der Stimmen für weitere vier Jahre wiedergewählt.
| Kandidat          | Unterstützerparteien | Unterstützerparteien | Unterstützerparteien | Stimmen | Anteil   |
| ----------------- | -------------------- | -------------------- | -------------------- | ------- | -------- |
| Shingo Mimura     |                      |                      | LDP, Kōmeitō         | 349.274 | 74,53 %  |
| Takashi Yamauchi  |                      |                      | DP, NVP              | 83.374  | 17,79 %  |
| Yō Yoshimata      |                      |                      | KPJ                  | 35.972  | 7,68 %   |
| Summe             | Summe                | Summe                | Summe                | 468.620 | 100,00 % |
| ungültige Stimmen | ungültige Stimmen    | ungültige Stimmen    | ungültige Stimmen    | 4.592   | 0,97 %   |
| Wahlbeteiligung   | Wahlbeteiligung      | Wahlbeteiligung      | Wahlbeteiligung      | 473.212 | 41,52 %  |

## 3. Juli 2011: Gunma
Bei der Gouverneurswahl in der Präfektur Gunma am 3. Juli 2011 bewarb sich Amtsinhaber Masaaki Ōsawa mit Unterstützung von LDP, Kōmeitō und Minna no Tō für eine zweite Amtszeit. Die offizielle Wahlkampfperiode begann am 16. Juni 2011. Gegenkandidaten waren der Präfekturparlamentsabgeordnete Arata Gotō von Liberal Gunma, einer Oppositionsfraktion aus Unterstützern von Ōsawas Vorgänger Hiroyuki Kodera, der Unternehmer Atsushi Ebine und der Kommunist Keiji Kosuge. Hauptwahlkampfthemen waren neben Maßnahmen aus Ōsawas erster Amtszeit, darunter die Krankenversorgung für Mittelschüler und der Konflikt mit der Demokratischen Zentralregierung über Dammbauten in Gunma, die Schäden nach dem Tōhoku-Kantō-Erdbeben und die Energiepolitik. Ōsawa, der in seiner ersten Amtszeit der einzige Gouverneur landesweit mit formaler Parteizugehörigkeit war, trat diesmal wie sonst heute üblich als Unabhängiger an. Ōsawa gewann mit deutlichem Vorsprung auf Gotō und die beiden anderen Kandidaten.
| Kandidat                        | Unterstützerparteien            | Unterstützerparteien            | Unterstützerparteien            | Unterstützerparteien            | Stimmen | Anteil   |
| ------------------------------- | ------------------------------- | ------------------------------- | ------------------------------- | ------------------------------- | ------- | -------- |
| Masaaki Ōsawa                   |                                 |                                 |                                 | LDP, Kōmeitō, Minna             | 392.504 | 67,54 %  |
| Arata Gotō                      |                                 |                                 |                                 |                                 | 148.790 | 25,60 %  |
| Keiji Kosuge                    |                                 |                                 |                                 | KPJ                             | 33.355  | 5,74 %   |
| Atsushi Ebine                   |                                 |                                 |                                 |                                 | 6.515   | 1,12 %   |
| Summe                           | Summe                           | Summe                           | Summe                           | Summe                           | 581.164 | 100,00 % |
| ungültige und verlorene Stimmen | ungültige und verlorene Stimmen | ungültige und verlorene Stimmen | ungültige und verlorene Stimmen | ungültige und verlorene Stimmen | 7.518   | 1,28 %   |
| Wahlbeteiligung                 | Wahlbeteiligung                 | Wahlbeteiligung                 | Wahlbeteiligung                 | Wahlbeteiligung                 | 588.682 | 36,62 %  |

## 31. Juli 2011: Saitama
Am 31. Juli 2011 fand die Gouverneurswahl in der Präfektur Saitama statt, der offizielle Wahlkampf begann am 14. Juli. Amtsinhaber ist seit 2003 Kiyoshi Ueda, der mit Unterstützung der Präfekturverbände von DP, LDP und Kōmeitō erneut kandidiert. Daneben traten mit KPJ-Unterstützung der Gewerkschafter Satoru Haratomi sowie der ehemalige Oberschullehrer Nobuhiro Takeda an.
Bei landesweit bei Gouverneurswahlen historisch niedriger Wahlbeteiligung von 24,9 % setzte sich Ueda mit über 80 Prozent der Stimmen klar durch.
| Kandidat               | Unterstützerparteien   | Unterstützerparteien   | Unterstützerparteien   | Unterstützerparteien   | Stimmen   | Anteil   |
| ---------------------- | ---------------------- | ---------------------- | ---------------------- | ---------------------- | --------- | -------- |
| Kiyoshi Ueda           |                        |                        |                        | DP, LDP, Kōmeitō       | 1.191.071 | 84,29 %  |
| Satoru Haratomi        |                        |                        |                        | KPJ                    | 171.750   | 12,15 %  |
| Nobuhiro Takeda        |                        |                        |                        |                        | 50.252    | 3,56 %   |
| Summe                  | Summe                  | Summe                  | Summe                  | Summe                  | 1.413.073 | 100,00 % |
| ungültige Stimmen etc. | ungültige Stimmen etc. | ungültige Stimmen etc. | ungültige Stimmen etc. | ungültige Stimmen etc. | 25.394    | 1,77 %   |
| Wahlbeteiligung        | Wahlbeteiligung        | Wahlbeteiligung        | Wahlbeteiligung        | Wahlbeteiligung        | 1.438.467 | 24,89 %  |

## 11. September 2011: Iwate
Die eigentlich für die einheitlichen Regionalwahlen geplante Gouverneurswahl in Iwate wurde wegen des Tōhoku-Erdbebens verschoben. Sie fand gleichzeitig mit der ebenfalls verschobenen Präfekturparlamentswahl und einigen Kommunalwahlen in Iwate am 11. September 2011 statt. Offizieller Wahlkampfbeginn war der 25. August. Gouverneur Takuya Tasso kandidierte mit Unterstützung der Demokratischen Partei für eine zweite Amtszeit. Liberaldemokraten, Sozialdemokraten und die „Regionalpartei Iwate“ (Chiiki Seitō Iwate) unterstützten den ehemaligen Präfekturparlamentsabgeordneten Hiroyuki Takahashi, daneben kandidierten ein Gewerkschafter aus Iwate mit Kommunistischer Unterstützung und ein örtlicher Unternehmer als Unabhängiger. Hauptthema des Wahlkampfes war der Wiederaufbau nach dem Erdbeben.
Bei mit 59,9 % für die Präfektur Iwate historisch niedriger Wahlbeteiligung wurde Gouverneur Tasso mit mehr als zwei Drittel der Stimmen für eine zweite Amtszeit wiedergewählt.
| Kandidat           | Unterstützerparteien | Unterstützerparteien | Unterstützerparteien | Unterstützerparteien         | Stimmen | Anteil   |
| ------------------ | -------------------- | -------------------- | -------------------- | ---------------------------- | ------- | -------- |
| Takuya Tasso       |                      |                      |                      | DP                           | 438.975 | 68,25 %  |
| Hiroyuki Takahashi |                      |                      |                      | LDP, SDP, Chiiki Seitō Iwate | 163.397 | 25,40 %  |
| Tsuyumichi Suzuki  |                      |                      |                      | KPJ                          | 25.240  | 3,92 %   |
| Tetsuo Ashina      |                      |                      |                      | –                            | 15.567  | 2,42 %   |
| Summe              |                      |                      |                      |                              | 643.179 | 100,00 % |

## 27. November 2011
Am 27. November finden die turnusmäßige Gouverneurswahl in Kōchi sowie eine vorzeitige Neuwahl in Osaka statt, die gleichzeitig mit der Bürgermeisterwahl in der Stadt Osaka durchgeführt wird.

### Osaka
In der Präfektur Osaka war Gouverneur Tōru Hashimoto im Oktober 2011 zurückgetreten, um bei der Bürgermeisterwahl am 27. November 2011 in der Stadt Osaka anzutreten. Die Neuwahl des Gouverneurs fand am gleichen Tag statt. Offizieller Beginn der Wahlkampfperiode war der 10. November 2011; Hauptwahlkampfthema war die von Gouverneur Hashimoto geplante Abschaffung der Stadt Osaka. Für Hashimotos Ōsaka Ishin no Kai bewarb sich Generalsekretär Ichirō Matsui als Nachfolger, bisher Präfekturparlamentsabgeordneter für die Stadt Yao. Er führte zum Wahlkampfauftakt in Umfragen vor seinem wichtigsten Gegenkandidaten, dem bisherigen Bürgermeister der Stadt Ikeda Kaoru Kurata, der sowohl von Demokratischer wie von Liberaldemokratischer Partei unterstützt wurde. Weitere Bewerber waren der Anwalt Shōji Umeda (unterstützt durch die Kommunistische Partei Japans), der ehemalige Präfekturbeamte Shū Kishida, der Bauunternehmer Masaru Nakamura, der ehemalige Mittelschullehrer Masaaki Takahashi und der Dauerkandidat Mac Akasaka von der Smile-Partei.
Der LDP-Sangiinabgeordnete Kazuya Maruyama, dessen Kandidatur den LDP-Präfekturverband für die Gouverneurswahl in zwei Lager zu spalten drohte, zog sich wenige Tage nach Ankündigung seiner Kandidatur wieder zurück. Ebenfalls eine vorher erklärte Kandidatur zurückgezogen hatte der Unternehmer und Dauerkandidat Seizō Hashiba.
Bei noch gestiegener Wahlbeteiligung gegenüber den letzten Wahlen 2008 (49,0 %) errang Matsui einen klaren Sieg. Da Hashimoto gleichzeitig die Bürgermeisterwahl in der Stadt Osaka gewann und das Ōsaka Ishin no Kai eine Mehrheit im Präfekturparlament hält, kontrolliert er nun für seine Verwaltungsreformpläne wichtige lokale Institutionen; in den Räten der Großstädte Osaka und Sakai hält die Partei relative Mehrheiten. Hashimoto kündigte an, dass seine Partei in die nationale Politik vorstoßen werde, falls die etablierten Parteien im nationalen Parlament die Reform behindern.
| Kandidat               | Unterstützerparteien   | Unterstützerparteien   | Unterstützerparteien        | Stimmen   | Anteil  |
| ---------------------- | ---------------------- | ---------------------- | --------------------------- | --------- | ------- |
| Ichirō Matsui          |                        |                        | Ōsaka Ishin no Kai          | 2.006.195 | 54,7 %  |
| Kaoru Kurata           |                        |                        | DP, LDP                     | 1.201.034 | 32,8 %  |
| Shōji Umeda            |                        |                        | KPJ                         | 357.159   | 9,7 %   |
| Shū Kishida            |                        |                        | –                           | 29.487    | 0,8 %   |
| Masaaki Takahashi      |                        |                        | –                           | 27.809    | 0,8 %   |
| Masaru Nakamura        |                        |                        | 21-seiki Nihon Ishin no Kai | 22.349    | 0,6 %   |
| Mac Akasaka            |                        |                        | Nihon Sumairu-tō            | 21.479    | 0,6 %   |
| Summe                  | Summe                  | Summe                  | Summe                       | 3.665.510 | 100,0 % |
| ungültige Stimmen etc. | ungültige Stimmen etc. | ungültige Stimmen etc. | ungültige Stimmen etc.      | 53.348    | 1,4 %   |
| Wahlbeteiligung        | Wahlbeteiligung        | Wahlbeteiligung        | Wahlbeteiligung             | 3.718.858 | 52,9 %  |

### Kōchi
In der Präfektur Kōchi läuft die erste Amtszeit von Gouverneur Masanao Ozaki im Dezember 2011 ab. Er wurde von LDP, DP, Kōmeitō und SDP für eine Wiederwahl unterstützt. Die Wahlkampfperiode begann am 10. November und endete am 27. November. Da selbst die Kommunistische Partei Japans keinen Gegenkandidaten nominiert hat, gab es keinen Kandidaten neben Gouverneur Ozaki, und er wurde ohne Abstimmung im Amt bestätigt. Zuletzt war ein Gouverneurskandidat bei der Wahl in Tottori 2003 mangels Gegenkandidaten ohne Abstimmung gewählt worden.
Am 27. November fanden auch drei Bürgermeisterwahlen – mit mehreren Kandidaten, also mit Abstimmung – in den kreisfreien Städten Nankoku, Sukumo und der Präfekturhauptstadt Kōchi statt.